# Нікольський (Богатівський район)
Нікольський (рос. Никольский) — селище в Богатівському районі Самарської області Російської Федерації.
Населення становить 24 особи. Входить до складу муніципального утворення сільське поселення Печинено.

## Історія
Від 2005 року входило до складу муніципального утворення сільське поселення Печинено.

## Населення
| 2010 |
| ---- |
| 24   |